# TIMM17A
TIMM17A (англ. Translocase of inner mitochondrial membrane 17A) – білок, який кодується однойменним геном, розташованим у людей на короткому плечі 1-ї хромосоми.  Довжина поліпептидного ланцюга білка становить 171 амінокислот, а молекулярна маса — 18 024.
| 10         |  | 20         |  | 30         |  | 40         |  | 50         |
| ---------- |  | ---------- |  | ---------- |  | ---------- |  | ---------- |
| MEEYAREPCP |  | WRIVDDCGGA |  | FTMGTIGGGI |  | FQAIKGFRNS |  | PVGVNHRLRG |
| SLTAIKTRAP |  | QLGGSFAVWG |  | GLFSMIDCSM |  | VQVRGKEDPW |  | NSITSGALTG |
| AILAARNGPV |  | AMVGSAAMGG |  | ILLALIEGAG |  | ILLTRFASAQ |  | FPNGPQFAED |
| PSQLPSTQLP |  | SSPFGDYRQY |  | Q          |  |            |  |            |

A: Аланін

C: Цистеїн

D: Аспарагінова кислота

E: Глутамінова кислота

F: Фенілаланін

G: Гліцин

H: Гістидин

I: Ізолейцин

K: Лізин

L: Лейцин

M: Метіонін

N: Аспарагін

P: Пролін

Q: Глутамін

R: Аргінін

S: Серин

T: Треонін

V: Валін

W: Триптофан

Задіяний у таких біологічних процесах як транспорт, транспорт білків, транслокація, поліморфізм. 
Локалізований у мембрані, мітохондрії, внутрішній мембрані мітохондрії.